# 時尚區 (多倫多)
時尚區（英語：Fashion District），又稱時裝區（Garment District），是加拿大安大略省多倫多市中心的一個商業及住宅區。該區西至巴佛士街（Bathurst Street），東至士巴丹拿道，北至皇后西街，南至皇帝街。Google地圖將該區由士巴丹拿道向東延伸至彼得街（Peter Street）。

## 歷史
該地區的名稱來源於該地區在時裝業中的作用。在20世紀初，許多紡織和面料工廠及倉庫都位於這裏，因為這裡靠近航運及鐵路線，交通便利。服裝企業業主委託建造多層建築來容納他們的製造業務。

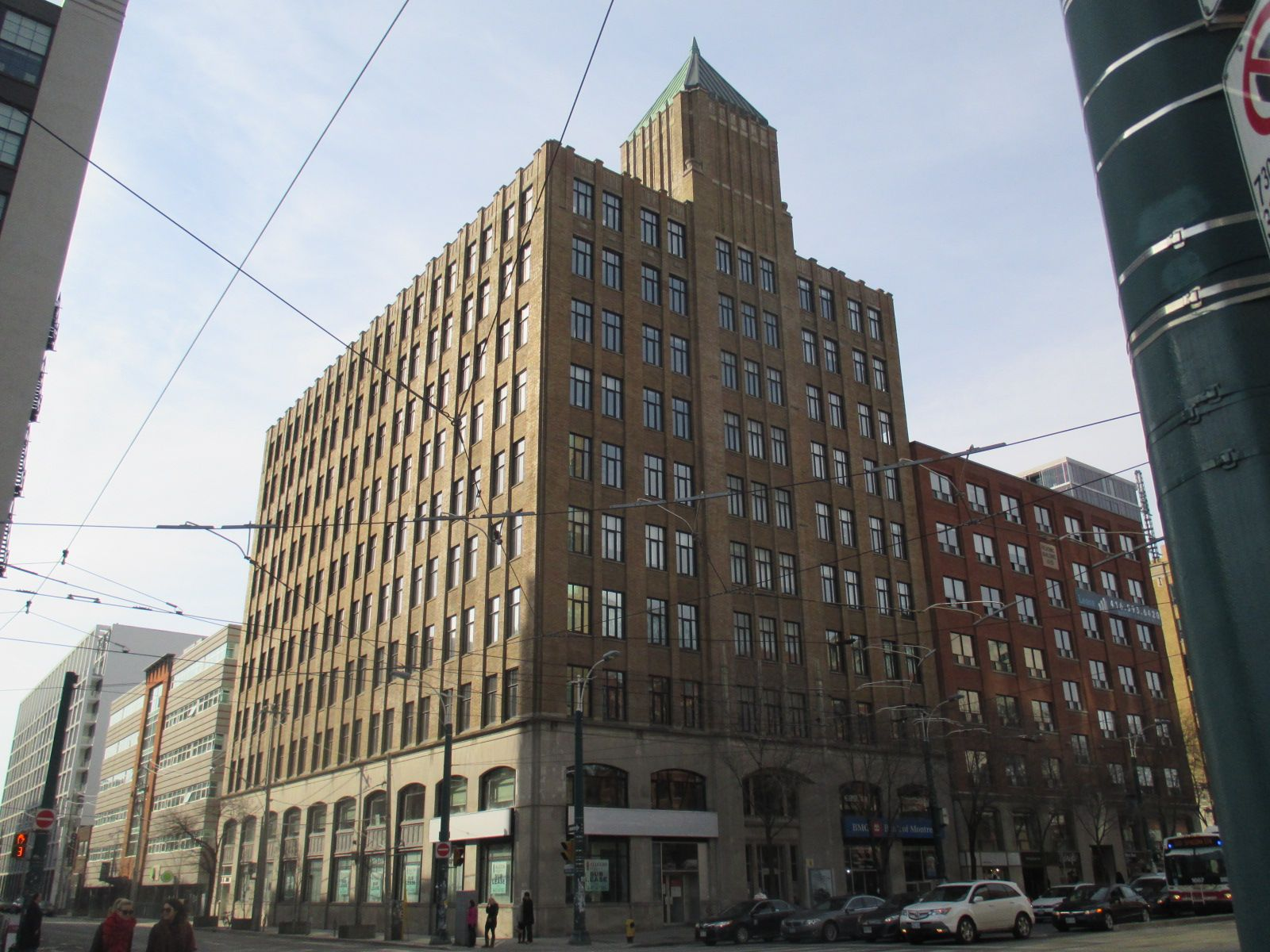
時尚區最初由服裝廠及倉庫佔據。 其中許多建築物後被改建為其他用途。

曾幾何時，多倫多80%的猶太裔人口居住在鄰近地區，因此建立了許多猶太熟食店、裁縫店、書店、電影院、意第緒語劇院及猶太教堂。許多來自這個社區的人在服裝行業工作。
二戰後，大部分猶太社群向北移動，工廠及倉庫開始被改造為其他用途。自1980年代後期以來，士巴丹拿道與巴佛士街之間的前街路段沿線的時尚區進行了大規模的振興，廢棄的鐵路用地被開墾用於高端公寓、聯排別墅及零售開發。

### 現今
如今，許多以前的服裝倉庫設有服裝店，而其他倉庫則被翻新為藝術家工作室及畫廊、出版商、軟件及技術設計辦公室以及公寓及閣樓。 該地區人口由藝術家、音樂家、設計師、專業人士及學生組成。

### 未來發展
鑑於相鄰的娛樂區（Entertainment District）的公寓開發項目溢出，時尚區的住宅及多用途開發項目的數量開始增加。
彭伯頓集團（Pemberton Group）將開發位於砵蘭街（Portland Street）拐角處的列治文西街543號（543 Richmond Street West）。雖然該項目範圍的細節尚未公佈，但該市的早期圖紙顯示，該多期項目將有476個單元，每期15層。一個平台露台將容納尚未確定的戶外設施。多倫多建築公司Quadrangle將負責建造。
時尚區之一的許多歷史建築將被拆除，取而代之的是柏文發展項目。 位於巴佛士街東側由史釗域街（Stewart Street）到皇帝街的街區的巴佛士街73號將由Timbercreek Developments拆除及開發，移除一些社區最受歡迎的小企業，包括Banknote及Grand and Clover Cocktail Company。該發展將在數年後開始。